# Ammerland-Route
Die Ammerlandroute ist ein Radrundweg von ca. 164 Kilometern Länge, der verschiedene Landschaftstypen, darunter das Zwischenahner Meer, vor allem aber die Parklandschaften des niedersächsischen Landkreises Ammerland durchquert. Neben der Kreisstadt Westerstede berührt er die Kurorte Bad Zwischenahn und Rastede, eine alternative Strecke führt auch durch Oldenburg, eine andere durch das Freizeitgebiet Conneforde.
Der Weg führt an fünf sogenannten Landschaftsfenstern vorbei, die im Rahmen der Landesgartenschau 2002 errichtet wurden.
Die Strecke ist entlang gut ausgebauter, aber verkehrsarmer oder ganz autofreier Wege in beiden Richtungen ausgeschildert. Es gibt also keinen Start- oder Endpunkt. Wegen ihrer guten Erreichbarkeit mit der Bahn bietet es sich an, in einem der drei oben genannten Orte oder in Oldenburg zu starten.
Der überwiegend flachen Landschaft entsprechend stellt die Strecke keine besonderen Ansprüche an die körperliche Leistungsfähigkeit der Radler.

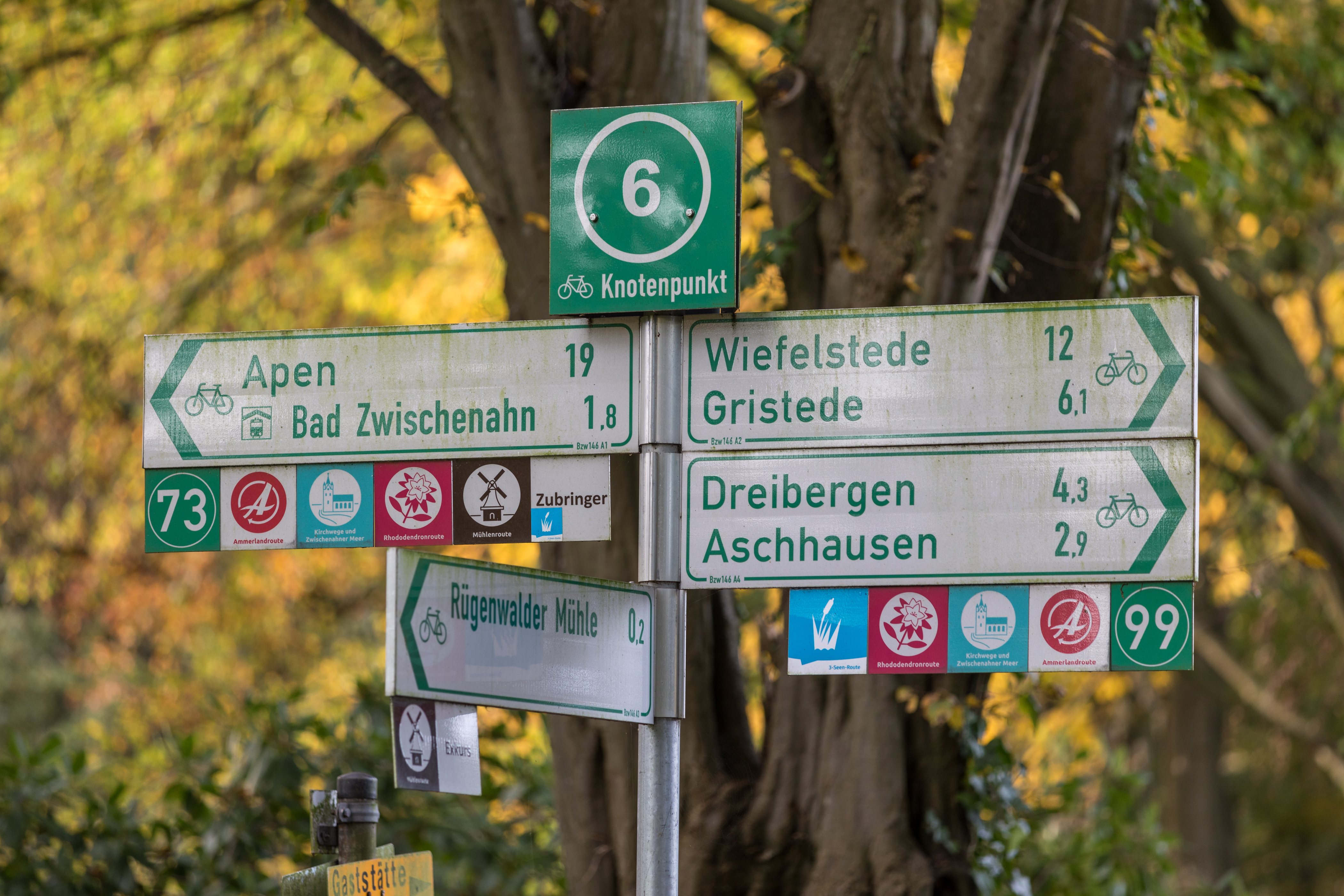
Gut beschildert: Knotenpunkt 6 in Bad Zwischenahn